# Hydrocanthus parvulus
Hydrocanthus parvulus là một loài bọ cánh cứng trong họ Noteridae. Loài này được Gschwendtner miêu tả khoa học đầu tiên năm 1930.